# Semaeopus verbena
Semaeopus verbena là một loài bướm đêm trong họ Geometridae.